# Bataille de Marignan, 14 septembre 1515
La Bataille de Marignan, 14 septembre 1515 est un tableau de Alexandre-Évariste Fragonard, peint en 1836. Il s'agit de l'une des œuvres visibles dans la galerie des batailles, au château de Versailles, en France.

## Description
La Bataille de Marignan est une huile sur toile, de 4,65 m de haut sur 5,43 m de long. Elle représente une scène de la bataille de Marignan, en 1515.

## Localisation
L'œuvre est située dans la galerie des batailles, dans le château de Versailles. Les toiles de la galerie étend disposées par ordre chronologique, elle est placée entre celles représentant l'entrée de Charles VIII à Naples (1495) et la prise de Calais (1558).

## Historique
En 1833, le roi Louis-Philippe, au pouvoir depuis 3 ans, décide de convertir le château de Versailles en musée historique de la France. La galerie des batailles est inaugurée en 1837. 33 toiles monumentales y sont disposées, dépeignant des épisodes militaires de l'histoire de France.
Alexandre-Évariste Fragonard peint la toile en 1836.